# Frankl Adolf
Frankl Adolf (Debrecen, 1859. május 20. − Budapest, 1936. október 13.) magyar rabbi, felsőházi tag, az Orthodox Országos Iroda elnöke.

## Élete
Nagyváradon középiskolai tanulmányokat folytatott, majd a pozsonyi Rabbiképző Szemináriumban rabbi oklevelet szerzett. Fiatalon került a hitközségi életbe, és kezdettől fogva az ortodox és neológ zsidó körök békéjén dolgozott. Hosszú időn át a budapesti ortodox hitközség alelnöke volt, az 1930-as években díszelnöke. Emellett 18 éven át fővárosi bizottsági tagságot is betöltött. 1888-tól a jeruzsálmi magyar „kolel” „nászi”-ja (vezetője). 1905-ben választották az Orthodox Országos Iroda elnökévé, majd 1930-ban Reich Jaakov Koppel rabbi halála után felsőházi taggá. Számos emberbaráti és társadalmi szervezetnek volt a tagja, működése virágzást hozott magyarországi ortodox zsidóságnak. 1936-ban hunyt el 77 éves korában. A Csörsz utcai izraelita temetőben helyezték nyugalomra.

## Egyéb irodalom
- Cseh Viktor: Elgáncsolt, célba ért és kizárt rabbik – Tizenhárom év a felsőházban (zsido.com, 2019. jún. 21.)